# Elia Zenonide
Elia Zenonis (latino: Aelia Zenonis; ... – Cappadocia, inverno 476/477) fu Augusta dell'Impero romano d'Oriente e moglie dell'imperatore Basilisco (9 gennaio 475–agosto 476); fu deposta assieme al marito dall'imperatore Zenone.

## Biografia
Zenonis era probabilmente di origine isaurica. Sposò Basilisco, fratello della imperatrice Elia Verina, cui diede almeno un figlio, Marco, e forse altri due, Zenone e Leone.
Nel gennaio 475 Basilisco approfittò di una sommossa della popolazione di Costantinopoli contro l'imperatore Zenone per salire al trono; allo scopo di fondare una dinastia, Basilisco nominò il figlio Marco Cesare e poi Augusto, e conferì a Zenonis il titolo di Augusta.
Basilisco aveva un nipote, Armazio, il quale era un discreto comandante militare e un bell'uomo. L'imperatore permise al nipote e alla moglie di frequentarsi, e tra i due nacque una relazione sentimentale, sebbene fossero costretti a nasconderla; loro confidenti erano l'eunuco Daniele e l'ostetrica Marica, la quale riuscì a farli incontrare di nascosto e ad avere dei rapporti; Zenonis riuscì a convincere il marito imperatore a nominare il nipote Magister militum, ovvero generale dell'esercito. Questo fatto fu la causa della caduta di Basilisco: nell'estate del 476, infatti, Zenone riuscì a ritornare sul trono, dopo che Basilisco aveva perso il sostegno dell'esercito, del popolo e del clero (il clero di Costantinopoli era calcedoniano, mentre Basilisco e Zenonis erano caduti sotto l'influenza del patriarca monofisita Timoteo Eluro).
Basilisco e la sua famiglia si nascosero in una chiesa, ma furono traditi dal patriarca di Costantinopoli Acacio: Basilisco accettò di consegnarsi a patto che Zenone non «versasse il sangue» suo della sua famiglia, ma Zenone lo mandò con Zenonis in una fortezza dell'Isauria, dove furono rinchiusi in una cisterna e lasciati morire di fame.

## Monetazione
Furono coniate diverse monete recanti l'effigie e il nome di Zenonis. Su quelle in oro presente la leggenda AVGGG, dove le tre 'G' si riferiscono ai tre augusti, Basilisco, Zenonis e Marco. Quelle in bronzo recano al rovescio il monogramma di Zenonis.